# Extreme Thing
Das Extreme Thing (kompletter Name: Extreme Thing Sports and Music Festival) ist ein Sport- und Musikfestival, dass seit 2001 jährlich im Desert Breeze Park bei Las Vegas, Nevada ausgerichtet wird. Es gibt zwei Hauptbühnen, auf denen jeweils 7 weltweit bekannte Bands spielen und zwei Seitenbühnen, auf denen sieben bekanntere Newcomer-Gruppen auftreten. Auch gibt es eine Bühne auf dem mehrere Dubstep-DJs auflegen. Zudem sind sportliche Nebenveranstaltungen organisiert, zum Beispiel BMX und Wrestling.
Auf der „International Academy of Design & Technology Stage“ haben die sieben Contest-Gewinner die Möglichkeit auf dem Festival zu spielen. Die Auftritte aller Bands auf dieser Bühne werden von Studenten der International Academy of Design & Technology aufgenommen und zu Musik-DVDs produziert, sodass die Gruppen diese später vertreiben können.
2011 besuchten knapp 25,000 Menschen das Festival.

## Teilnehmer

### 2001
Home Grown, Handsome Devil & The Fly’s, Sloppy Meat Eaters, The Deviates, The Line, Five Foot Thick, Neveready

### 2002
Adema, Alien Ant Farm, Earshot, Glassjaw, Finch, Phatter Than Albert, Happy Campers, Even Rude

### 2003
33 Künstler, darunter Ska Summit, Reel Big Fish, The Selector, Save Ferris, The Toasters, Buck O’ Nine, The Special’s Neville Staple, Mustard Plug, The Skeletones, Voodoo Glowskulls, Lets Go Bowling, RX Bandits, Attaboy Skip, Big D & The Kids Table

### 2004
Story of the Year, Yellowcard, Bowling for Soup, My Chemical Romance, Atreyu, ZebraHead, Reel Big Fish, Voodoo Glowskulls, Hazen Street, Buck O Nine, The Matches

### 2005
Unwritten Law, Rise Against, Goldfinger, Plain White T’s, Tsunami Bomb, Lit, El Pus, Terror, Ignite, Mad Caddies, The Matches, Brown Eyed Deception

### 2006
Avenged Sevenfold, Hoobastank, Pepper, Lit, Eighteen Visions, Authority Zero, You In Series, I Hate Kate, Over The Line, Building A Better Spaceship

### 2007
Bullet for My Valentine, Static-X, Unwritten Law, The Atari's, Escape the Fate, The Higher, Haste the Day, From Autumn to Ashes, I Am Ghost

### 2008
Pennywise, Chiodos, Escape the Fate, Nonpoint, Streetlight Manifesto, In This Moment, Scary Kids Scaring Kids, A Skylit Drive, This Romantic Tragedy, Val-hall, Think, The Seventh Plague, The Countdown, Ministry of Love, Eyes Like Diamonds

### 2009
Bad Religion, Silverstein, The Vandals, Framing Hanley, Big B mit Scott Russo, The Higher, Suicide Silence, Blessthefall, Taking Dawn, Damnear Divine, Love It Or Leave It, Eyes Like Diamonds, The Seventh Plague, Summit Grove, Dreamscar, This Romantic Tragedy

### 2010
The Used, Five Finger Death Punch, Escape the Fate, Less Than Jake, Reel Big Fish, Story of the Year, The Bled, Never Shout Never, The Cab, Hey Monday, Every Avenue, The Summer Set, Call the Cops, The Ready Set, And She Whispered, The Afterparty, The Murder Ballad, Sanity is Lost, A Fight at Daybreak, Otherwise, In Shadows Embrace, Guilty By Association, Ministry of Love, Battle Born, Parker Theory & Avery Watts

### 2011
Hollywood Undead, Sum 41, P.O.D., Attack Attack!, Asking Alexandria, Sage Francis, Senses Fails, Suicide Silence, Emmure, Chiodos, Winds of Plague, Miss May I, Black Veil Brides, Destroy Rebuild Until God Shows, I See Stars, VersaEmerge, The Ghost Inside, Evergreen Terrace, Conditions, Eyes Like Diamonds, Drive A, Capture the Clouds, Amarionette, Dreamscar, Inherit The Sky, Joshua Judges Ruth, A Year From Yesterday, Greater Than I

### 2012
The Used, Underoath, Less Than Jake, Unwritten Law, Mickey Avalon, Zebrahead, This Romantic Tragedy, Hell or Highwater, Falling in Reverse, Anti-Flag, Of Mice & Men, The Black Dhalia Murder, All Shall Perish, The Word Alive, Carnifex, Ministry of Love, Sleeping with Sirens, The Wonder Years, Polar Bear Club, Abandon All Ships, Transit, A Loss For Words, Bare, Messinian, Ryle, Ashtrobot, Splitbreed, Mike Attack, DJ Teenwolf, Bize, Rize, Quiet, Greater Depths, Tales of the Grotesque, A Minute Before Dawn, These Lying Eyes, Habit, The Runaway Lives, Impurity of Mriya

### 2013
New Found Glory, 3OH!3, Mindless Self Indulgence, The Aquabats, Adelitas Way, Youngblood Hawke, Comeback Kid, Tonight We Fight, Asking Alexandria, Sleeping with Sirens, Motionless in White, Born of Osiris, Chelsea Grin, Iwrestledabearonce, Atilla, We Gave It Hell, We Are the In Crowd, The Summer Set, Dayshell, Lions Lions, For the Foxes, American Monster, Dead Knot Broken, Alaska!, Be Like Max, Greater Than I, Imperial Pride, Shifting Salis, Scream the Lie, Big Chocolate, Mechanize, Splitbreed, DJ Teenwolf, Pablo Hassan, Mike Attack, Biz:e! Mnster!, Michael Toast, Bassnutz, DJ Winning, DJ Vegas Banger, Sage Francis, B. Dolan, Ekoh, Mod Sun, Chosen Few Crew, Devastate, Donnie Menace, Kom and Doms, Nickii Cuffz